# Uomo Ombra

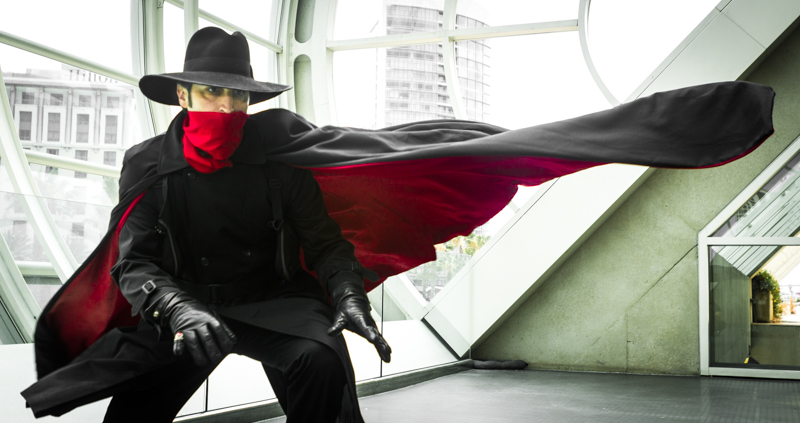
Cosplay de l'Uomo Ombra (San Diego Comic-Con International 2012)

L'Uomo Ombra (The Shadow, letteralmente "l'Ombra", in inglese) è un personaggio creato da Walter B. Gibson, protagonista dagli anni trenta di romanzi e serial radiofonici e che è stato fonte di ispirazione per i successivi personaggi del tipo "giustiziere mascherato", tra cui il supereroe dei fumetti Batman.

## Storia

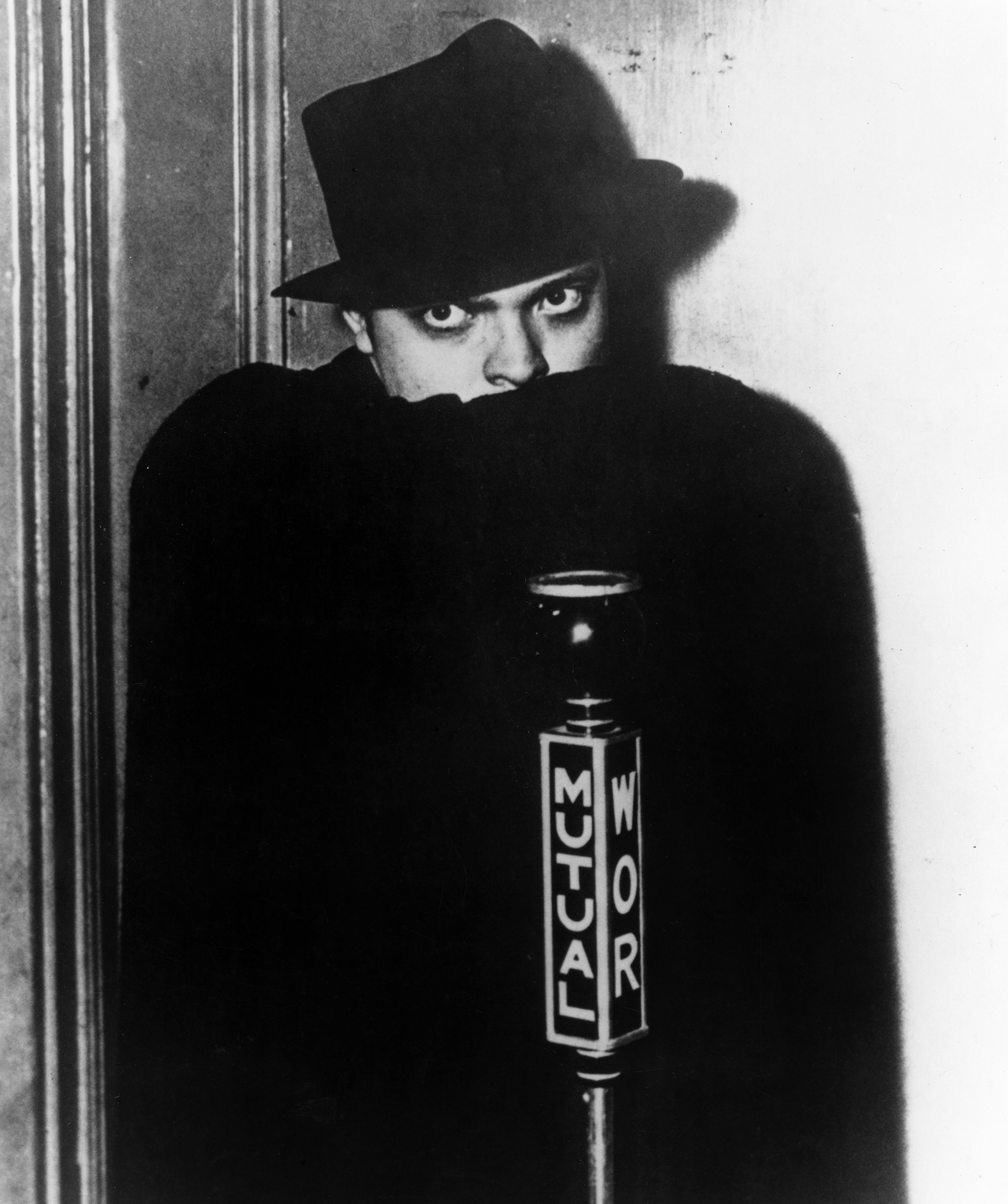
Un giovane Orson Welles, qui ripreso nei panni del personaggio nel 1937 o 1938, diede la propria voce all'Uomo Ombra per la radio

Il personaggio ha origine dal programma radiofonico Detective Stories del 1930, in cui era solo una voce che aveva il compito di presentare le diverse storie, e che concludeva il programma con l'enigmatica frase "The Shadow knows!" ("l'Ombra sa!"). L'alone di mistero che attorniava la voce cavernosa e la sua risata spettrale colpirono il pubblico di radioascoltatori. Il programma riscosse un certo successo, tanto che gli editori Street & Smith (gli stessi che pubblicavano Astounding dedicata alla fantascienza) fecero uscire una rivista popolare dal titolo Detective Stories, un pulp magazine in cui trovavano spazio vari racconti del mistero, che continuò le pubblicazioni fino al 1954. La popolarità del personaggio era tale che gli stessi editori commissionarono ben presto allo scrittore Walter B. Gibson una serie di romanzi. Gibson, con lo pseudonimo di Maxwell Grant, scrisse ben 282 storie sull'Uomo Ombra, delle oltre 300 che furono pubblicate (nel 1980 firmò l'ultima, con il suo vero nome).
Il maggiore illustratore delle storie dell'Uomo Ombra è stato senza dubbio Edd Cartier (scomparso l'8 gennaio 2009), che per Street & Smith a partire dal 1936 realizzò oltre 800 illustrazioni, rimanendo responsabile fino al 1948 delle strisce a fumetti del personaggio.
Nel 1937 l'Uomo Ombra rientrò nel mondo della radio, stavolta con una propria serie di avventure. La voce del protagonista era inizialmente quella originale di Frank Readick, ma in seguito si cimentò nella parte anche Orson Welles, agli inizi della propria carriera.
L'Uomo Ombra non va confuso con l'omonimo romanzo giallo di Dashiell Hammett da cui è stata tratta l'omonima serie di film degli anni '30 e '40 interpretati da William Powell e Myrna Loy nei panni della coppia di investigatori Nick e Nora Charles.

## Fumetti
- L'Uomo Ombra è la trasposizione a fumetti del personaggio dei romanzi, realizzate da vari autori per diverse case editrici.

## Film
- The Shadow Strikes (1937), con Rod La Rocque (film di 61 min)[2]
- International Crime (1938), con Rod La Rocque (film di 62 min)[3]
- The Shadow (1940), con Victor Jory (serial di 15 episodi per un totale di 258 min)[4][5]
- The Shadow Returns (1946), con Kane Richmond (film di 62 min)[6]
- L'Uomo Ombra (The Shadow, 1994), di Russell Mulcahy con Alec Baldwin (film di 108 min)

## Influenza culturale
L'Uomo Ombra è stato fonte di ispirazione per tutti i successivi giustizieri mascherati dei fumetti tra cui anzitutto Batman (1939); più recentemente anche per Alan Moore quando nel 1981 scrisse la graphic novel V for Vendetta. Ha influenzato anche la creazione del personaggio disneyano di Darkwing Duck, il cui stile pesca a piene mani dal vestiario ed il modus operandi di The Shadow. Nel gruppo di eroi pulp guidati da Axel Brass, uno dei personaggi comprimari della serie a fumetti Planetary, creata da Warren Ellis e John Cassady e pubblicato dalla casa editrice WildStorm, compare anche una versione aggiornata dell'Uomo Ombra.
Il personaggio è rievocato in alcuni film che si occupano del periodo, tra cui Radio Days.
Il regista Sam Raimi, appassionato da lungo tempo dei fumetti, tentò di adattare l'Uomo Ombra in un film, ma non riuscì ad assicurarsi i diritti. Così creò un proprio supereroe, Darkman (1990).
Il team americano Shadow Racing Cars, attivo in Formula 1 e Can-Am tra gli anni 70 e primi anni 80, prende il nome proprio dall'Uomo Ombra, di cui Don Nichols, fondatore del team, aveva ascoltato i radiodrammi da ragazzino, rimanendone affascinato.